# Бородкія нігтикоподібна
Бородкія нігтикоподібна (Barbula unguiculata) — вид мохів порядку потіальних (Pottiales).

## Поширення
Батьківщиною є Європа, Африка, Північна Америка, Південна Америка, Азія, Нова Зеландія.
Населяє ґрунт, пісок, гравій, пісковик, граніт, вапняк, стіни, виїмки, доріжки, газони, канави; від низьких до високих (50–2700 м).

## Характеристика
Стебла 1–2 см. Листки від довгоязикових до широколанцетних з довгастою основою, 1–2.5 мкм, основа часто довгаста й розширена, не сильно покрита оболонкою, краї загнуті в проксимальній 1/2–2/3, рідко до верхівки, верхівка від широкогострої до округлої. Спеціалізоване нестатеве розмноження відсутнє. Коробочкові ніжки 1–2.5 см. Коробочка 1–2.5 мм. Спори 8–11 мкм. Коробочки дозрівають взимку і ранньою весною, іноді влітку або восени.